# 다카무라 마야
다카무라 마야(일본어: 高村真耶, 3월 30일 - )은 일본의 그래픽 디자이너로, MAYA라는 필명으로 비트매니아 IIDX 게임을 중심으로 캐릭터 디자인과 무비 클립을 제작했다.
오사카 예술대학 예술학부 디자인학과에 정보디자인 코스로 졸업한 후 코나미 사에 입사, 2008년 퇴사 이후 프리랜서 일러스트레이터로 활동하기 시작했다.
2018년 슈에이샤의 《소년 점프+》에서 첫 소년만화인 《요루의 열쇠》를 2020년까지 연재했다.

## 주요 작품

### Beatmania IIDX
아래 목록은 비트매니아 IIDX에서 MAYA가 무비를 만든 곡의 목록이다.
11 IIDX RED
- BLOCKS
- GENOCIDE
- HORIZON
- listen to yourself
- Secret of Love

12 HAPPY SKY
- Listen up
- Little Little Princess
- Love Magic
- Twelfth Style
- SigSig
- Xepher

13 DistorteD
- Bloody Tears (IIDX EDITION)
- EURO ROMANCE
- Leaving…
- So Fabulous !!
- The Dirty of Loudness
- tripping contact
- tripping contact (teranoid & MC Natsack Remix)
- Zenius -I- vanisher
- 華蝶風雪

14 GOLD
- Air Bell
- Blind Justice 〜Torn souls, Hurt Faiths〜
- KAMAITACHI
- Love Again...
- never…
- VANESSA
- シティ・エンジェル
- 花吹雪 〜IIDX LIMITED〜

15 DJ TROOPERS
- ICARUS
- JOURNEY TO "FANTASICA" (IIDX LIMITED)
- Ristaccia
- scar in the earth

16 EMPRESS
- smooooch･∀･
- Turii ～Panta rhei～

17 SIRIUS
- Raison d'être～交差する宿命～
- being torn the sky
- Light Shine
- Bad Maniacs
- D（PARALLEL ROTATION DJ TROOPERSフォルダ曲）

18 Resort Anthem
- reunion
- おおきなこえで
- ZETA ～素数の世界と超越者～

19 Lincle
- 蛇神（かがち）

### 팝픈뮤직
아래는 MAYA가 팝픈뮤직에서 제작한 캐릭터의 목록이다.
13 カーニバル
- キャプテンジョリー
- タロー

14 FEVER!
- Bis子 (의상 재디자인)

16 PARTY♪
- SigSig
- ノクス、マタン

18 せんごく列伝
- ギジリ

19 TUNE STREET
- Smooooch

20 fantasia
- ア・ミリア

pop'n music portable2
- ぐわんぜさま

### 리플랙 비트
아래는 리플랙 비트에서 MAYA가 자켓 작업을 한 곡의 목록이다.
초대작
- Wuv U
- L'erisia(Primal Logic)

limelight
- Flip Flap
- meme

colette
- Clumsy thoughts
- guerre á outrance
- Blind Justice ～Torn souls, Hurt Faiths～
- 梅雪夜

groovin'!!
- アヴァロンの丘
- Poochie

VOLZZA
- Crystalia

悠久のリフレシア
- 黒紅掬い
- Laevateinn -無響鐘剣-
- with Uisce
- Deadman falling
- The Reflesia of Eternity

### CHUNITHM
MAYA가 CHUNITHM에서 작업한 곡의 목록은 아래와 같다.
- トラウマ系変拍子《overcome》/SPICA MUSICA 景山将太 - 무비와 자켓 작업
- 《Alma》/光田康典 - 무비와 자켓 작업

### 기타
- 《puzzle MAYA TAKAMURA's Pieces》 - 일부 곡과 실사 무비를 제외한 일러스트집. 코나미스타일 독점 판매. 2008년 5월 29일 발매.
- 《ミイカ高村真耶画集》 - 마야의 일러스트집 2탄 서적.[4]